# Hank Schmidt in der Beek
Hank Schmidt in der Beek (* 1978) ist ein deutscher Künstler, Dichter und Musiker sowie Autor von Künstlerbüchern. Er lebt und arbeitet in Berlin.

## Biografie
Schmidt in der Beek studierte Bildende Kunst an der Hochschule für Gestaltung Offenbach am Main sowie an der Académie royale des Beaux-Arts de Bruxelles. Im Jahr 2007 erhielt er das MAK-Schindler-Stipendium für Los Angeles, 2009 wurde er mit dem Szpilman Award für ephemere Kunst ausgezeichnet.
Zusammen mit Nick McCarthy und Sebastian Kellig bildet er die Band „Das Lunsentrio“, das bisher die Alben Der Lunsen-Ring (2011), Aufstehen (2017) und 69 Arten den Pubrock zu spielen (2021) veröffentlichte.

## Werk
In seinen Arbeiten verwendet Schmidt in der Beek vor allem Malerei, Gedichte und Collagen als Medium und bedient sich dabei immer an bestehenden Kulturgütern. Seine Referenzen vermischen jeweils Material aus der Kunstgeschichte, besonders der Moderne, des Comics und popkultureller Symbole. Unter anderem tauchen in seinen Collagen Figuren von Disney, Die Peanuts, Asterix und Die Schlümpfe auf, welche in einen humoristischen Bezug zu ikonischen Kunstwerken treten. Eine wichtige Inspiration seiner Lyrik ist Karl Valentin. Er publizierte über 20 Künstlerbücher, vor allem Zines mit Gedichtsammlungen und Collagen.
Für die Serie Und im Sommer tu ich malen, eine Kollaboration mit dem Fotografen Fabian Schubert, reiste er an Orte, an welchen berühmte Landschaftsmalereien entstanden. Unter anderem besuchte er „die Bretagne Paul Gauguins, die Normandie Claude Monets, die Provence von Paul Cézanne und Vincent van Gogh“. In pittoreskem Ambiente malt er jedoch nicht die Landschaft, sondern das Muster seines Hemdes. Die Arbeit, bestehend aus Fotografien der Szenerie sowie den Gemälden, wurde von vielen Online-Medien aufgegriffen und u. a. von Spiegel Online als „ironischen Kommentar über Selfies“ interpretiert.

## Einzelausstellungen (Auswahl)
- Zwirn! Zwirn! Zwirn! Meisterkabine der Großen Malereiausstellung. Lothringer 13, München 2009
- Ein Akt, eine Treppe hinabzumsteigen. Hamburger Kunstverein 2010
- Was reimt sich schon auf de Saint Phalle? Institut für Moderne Kunst, Nürnberg 2010
- Ein Akt, eine Treppe hinaufzumsteigen. Valentin-Karlstadt-Musäum, München 2014
- Neue Gebirgs,- Steinbruch- und Rindviechbilder. Kunsthaus Jesteburg, 2015
- Die Brennenden Giraffen. Kunstverein Augsburg, 2017
- Hank Schmidt in der Beek. Die Fürst Pückler-Bluse, Kunstverein Braunschweig, 2021/22
- Drachensaison in der gegenstandslosen Welt. Villa Stuck, München 2024/25

## Publikationen (Auswahl)
- Collagen und Gedichte. Kunstverein Hamburg, 2010
- Enzyklopädie der großen Geister. Berlin, 2016
- Und im Sommer tu ich malen. Edition Taube, 2016, ISBN 978-3-945900-06-2
- Der fünfte Kanister. starfruit publications, 2019, ISBN 978-3-922895-35-0